# Cuichapa
Cuichapa là một đô thị thuộc bang Veracruz, México. Năm 2005, dân số của đô thị này là 10930 người.